# 福井泰代
福井泰代(ふくい やすよ、1965年 - )は、日本の実業家。株式会社ナビットの代表取締役社長。神奈川県出身。成城大学卒業。

## 経歴
大学卒業後、キヤノン販売に入社。当時同社が展開していた店舗「ゼロワンショップ」で運営全般を行うスタッフの1人として働いていた。その後結婚し専業主婦として2児の母親になるが、公園に集まる主婦の輪にうまく溶け込むことが出来ず、孤独感から育児ノイローゼにかかったこともあったという。その一方で発明を趣味とし、セミナー通いや通信教育での勉強を通して特許のとり方などを身に着けた。それを生かして母親の視点からあったら便利だなと思ったグッズを考案、企業への売り込みなどを続けていた。
その中で1995年、自らの体験（夏の日に荷物や赤ん坊を抱える中で、駅のホームでエスカレーターをなかなか見つけられずに大変な思いをした）を元に駅の乗り換えマップを考案。5ヶ月かけて当時256ヶ所あった都内の地下鉄の駅を調べまわった。
それらのデータを出版社に売り込み、50社以上から断られたものの、アルバイト情報誌に掲載された。そこの編集長からの助言により、営団地下鉄に売り込む。断られ続ける中で、日本能率協会の手帳にマップが掲載されることが決まったことをきっかけに1997年、有限会社アイデアママ（現・株式会社ナビット）を設立。翌年には長年の交渉が実り営団地下鉄に採用。その後都営地下鉄やJR東日本にも採用された。
2001年、株式会社ナビットを設立。全国の鉄道研究会とSOHOスタッフ58,100人体制で、交通と地域に関わる定期的なデータ収集、調査、コンテンツ制作、企画、システム開発を行う。主なサービスとして、全国約680万件の情報を収録する法人電話帳、助成金・補助金の検索サービス「助成金なう」、在宅ワーカー支援サイト「Sohoｓ-Style」、その他各種コンテンツサービスや、交通機関のデータベースを大手プロバイダーへ提供している。国土交通省の交通政策審議会専門委員を在任中。

## 著者
「恋も仕事も思いのまま夢を叶える仕事術」（2005年2月、ビジネス社）
「おにぎりからダムまで 20兆円の入札ビジネス」（2015年11月、二見書房）